# Ernst Otto Nölle
Ernst Otto Nölle (* 17. Oktober 1856 in Lüdenscheid; † 29. Juli 1918 in Berlin) war ein deutscher Richter, Ministerialbeamter und Parlamentarier.

## Leben
Ernst Otto Nölle studierte Rechtswissenschaften an der Ruprecht-Karls-Universität Heidelberg. 1877 wurde er Mitglied des Corps Suevia Heidelberg. Nach dem Studium schlug er zunächst die Richterlaufbahn ein. 1889 wurde er Amtsrichter in Ottweiler und 1892 Landrichter in Elberfeld. Er wechselte die Laufbahn und wurde Vortragender Rat im preußischen Finanzministerium. In der Preußischen Armee wurde er Oberleutnant der Landwehr.
Nölle saß von 1895 bis 1903 als Abgeordneter des Wahlkreises Arnsberg 3 (Altena, Iserlohn) im Preußischen Abgeordnetenhaus. Er gehörte der Fraktion der Nationalliberalen Partei an. Von 1903 bis 1917 gehörte er dem Zentralvorstand der Nationalliberalen an.

## Ehrungen
- Charakter als Geh. Oberfinanzrat